# Rex bibendi
Rex bibendi (łac. król picia, król uczty) – osoba wybierana spośród biesiadników podczas głównego posiłku zwanego cena. Wybierano go rzutem kości: tytuł otrzymywała osoba, która wyrzuciła najwyższą liczbę oczek. Rex ustalał stosunek w jakim mieszano wino z wodą (Rzymianie pili na ogół wino rozcieńczone) oraz dbał, ażeby żadnemu z biesiadników nie zabrakło w pucharze napoju.